# 自殺対策基本法
自殺対策基本法（じさつたいさくきほんほう、平成18年6月21日法律第85号）は、年間の日本における自殺者数が3万人を超えていた日本の状況に対処することに関する法律である。自殺対策法とも通称される。
2006年（平成18年）6月21日に公布、同年10月28日に施行された。
厚生労働省に特別の機関として設置される自殺総合対策会議（会長・厚生労働大臣）が、「自殺対策の大綱」を定める。施策の遂行そのものは国と地方公共団体が行う。このため主務官庁は厚労省社会・援護局総務課自殺対策推進室とされ、DV法を所管する内閣府男女共同参画局男女間暴力対策課やわいせつ教員法を担当する文部科学省総合教育政策局男女共同参画共生社会学習・安全課、サラ金問題を所掌する金融庁総合政策局リスク分析総括課、および法務省人権擁護局調査救済課など他省庁と連携して執行にあたる。
参議院の超党派議員で構成された「自殺防止対策を考える議員有志の会」による議員立法。

## 構成
- 第一章 総則（第一条 - 第十一条）
- 第二章 自殺総合対策大綱及び都道府県自殺対策計画等（第十二条 - 第十四条）
- 第三章 基本的施策（第十五条 - 第第二十二条）
- 第三章 自殺総合対策会議等（第二十三条 - 第二十五条）
- 附則

## 自殺対策の内容
1. 自殺防止の調査研究、情報収集
2. 自殺の恐れがある人が受けやすい医療体制の整備
3. 自殺の危険性が高い人の早期発見と発生回避
4. 自殺未遂者と自殺（未遂を含む）者の親族に対するケア
5. 自殺防止に向けた活動をしている民間団体の支援
6. 内閣府への自殺総合対策会議の設置・運営
7. 自殺対策の大綱の作成・推進